# اندی پارک
اندی پارک (انگلیسی: Andy Park؛ زادهٔ ۳ ژوئیهٔ ۱۹۷۵) تصویرگر، کارتونیست و طراح کره‌ای آمریکایی است.